# Portes d'andana

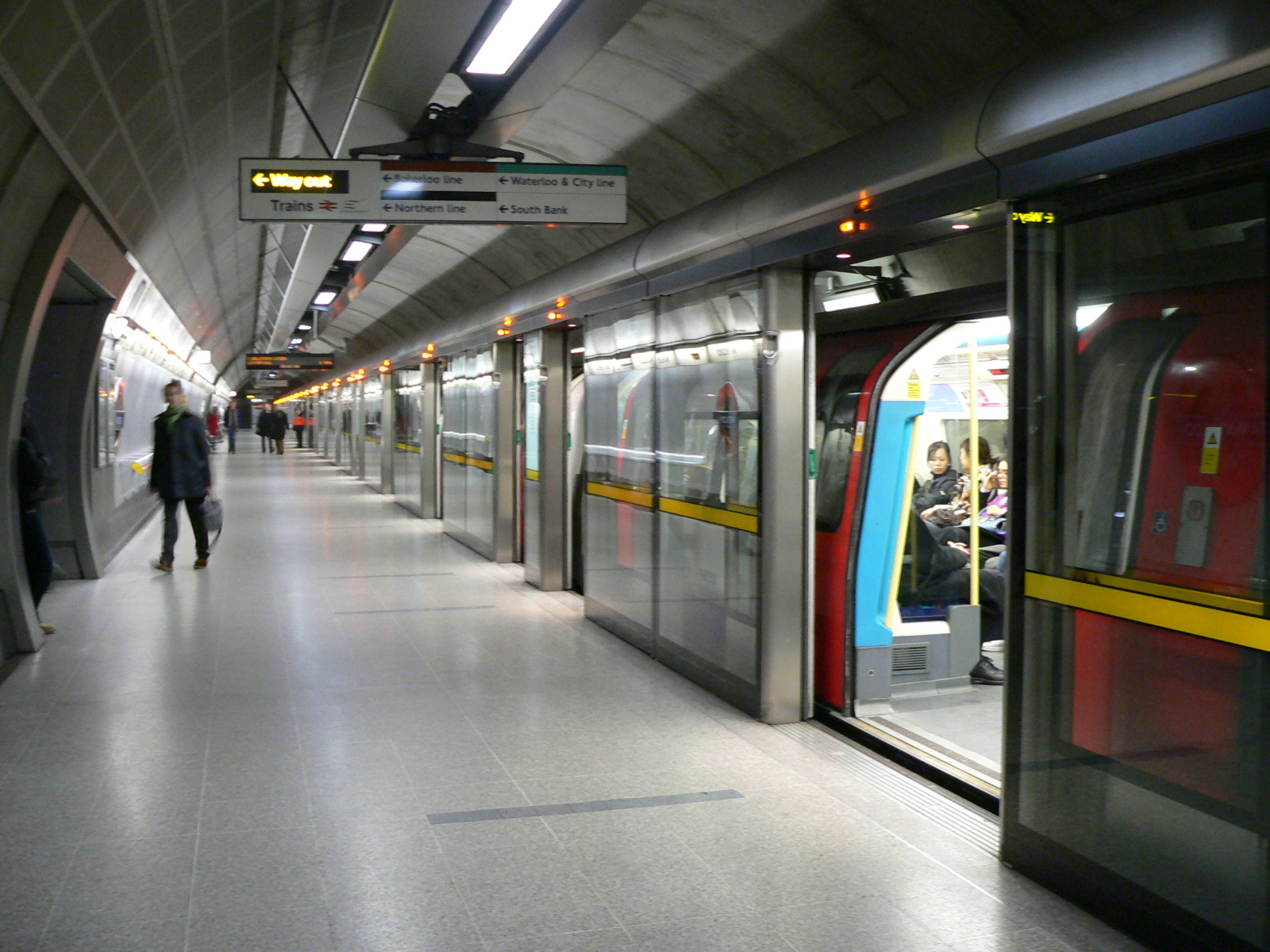
Portes d'andana a la línia Jubilee del metro de Londres.

Les portes o mampares d'andana són unes portes a la vora d'una andana que protegeixen la caixa de via, i que tenen unes portes sincronitzades amb les del tren per les quals s'hi accedeix des de l'andana. Es construeixen a les noves andanes de metro per tal d'evitar accidents.
Les mampares de les estacions de metro estan fabricades amb vidre trempat muntat sobre una estructura rígida d'alumini o d'acer inoxidable, amb unes portes que estan sincronitzades amb les dels trens en el seu pas per l'estació. Són utilitzades principalment en les estacions de metro, ja que presenten dificultats tècniques en un altre tipus de ferrocarrils:
- Es conceben seguint la composició d'un model concret de material rodant.
- Es fa necessari un punt precís d'aturada del tren. Punt fàcilment assolit en línies automàtiques mitjançant sistemes d'operació automàtica com l'ATO.
- Cal una infraestructura d'andanes rectes i anivellades.

Es tracta d'una mesura de seguretat relativament nova, tant en la seva instal·lació en línies de nova construcció com l'adaptació de línies ja construïdes. S'utilitzen en metros asiàtics i europeus com els de Barcelona, Tòquio, Kyoto, Seül, Hong Kong, Londres, Pequín, Xangai, Singapur, Copenhaguen, París, Sant Petersburg o Sevilla.

## Funcionament

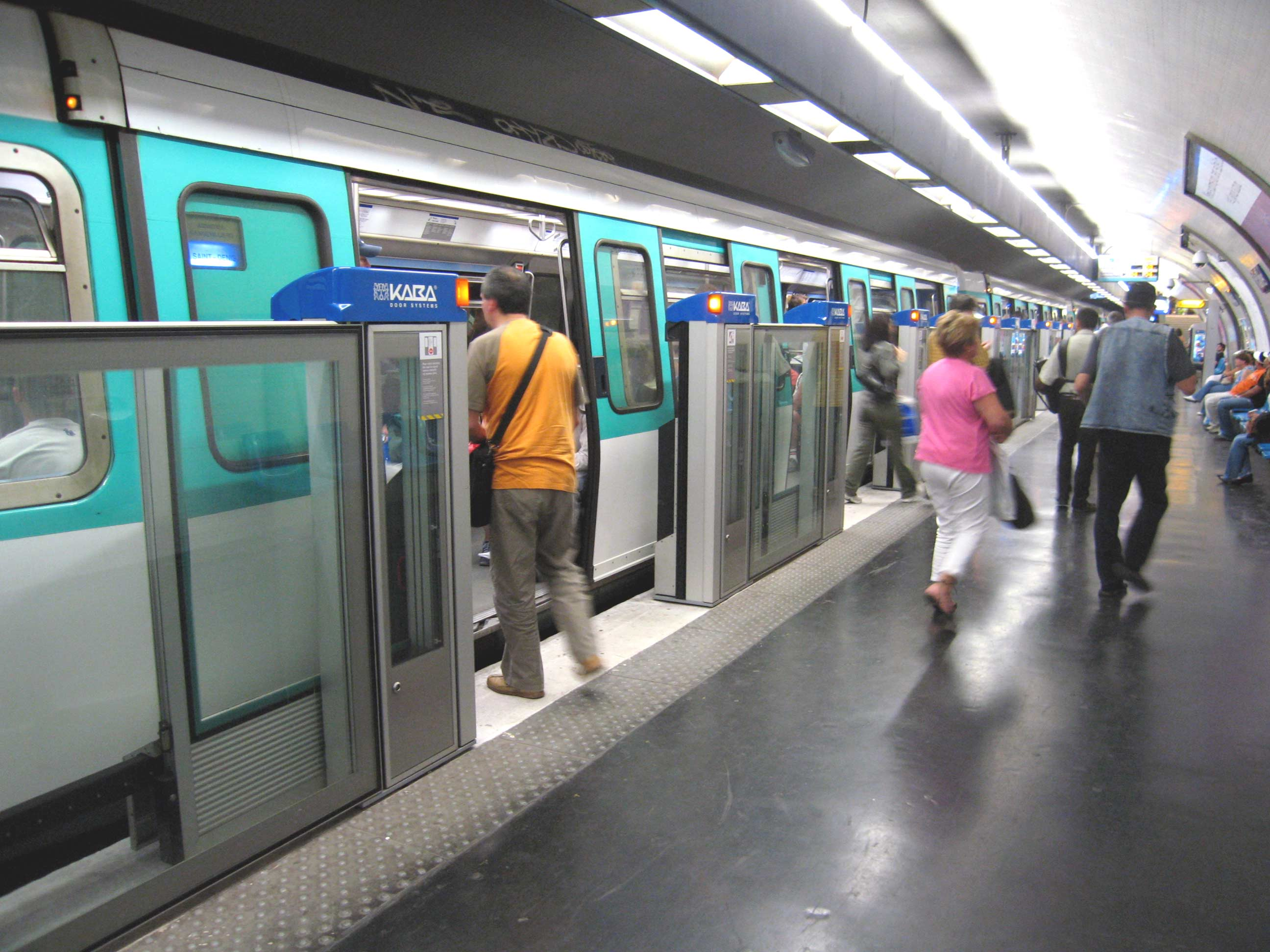
Portes d'andana de mitjanana alçada a la línia 13 del metro de París.

Els trens han de parar sempre en el mateix punt de l'andana, la qual cosa es garanteix utilitzant etiquetes de parada o sistemes de conducció com el ATO. Una vegada detingut el tren, tant les portes com les de l'andana s'obren a l'uníson automàticament, com les portes de caixa i de planta d'un ascensor. La fiabilitat en la sincronització del procés és essencial perquè el sistema sigui segur.
Aquestes portes permeten:
- Prevenir caigudes, suïcidis i assassinats, en no poder caure persones a la via.
- Reduir el perill d'arrossegament o impacte, especialment dels trens que passen a alta velocitat.
- Millorar el control climàtic de l'estació (calefacció, ventilació, i aire condicionat són més efectius quan l'estació està físicament aïllada del túnel).
- Augmentar la seguretat, ja que no pot entrar als túnels ningú aliè al personal de la companyia.
- Limitar la propagació del foc i el fum en cas d'un incendi en túnel.
- Reduir costos utilitzant un sistema de trens sense conductor, alguns dels quals requereixen portes d'andana.
- Reduir el soroll a l'entrada i sortida del tren a l'estació.
- Evitar que els usuaris llancin escombraries a la via.

La implantació d'aquest sistema a altres sistemes de ferrocarril és complex, ja que els trens que l'utilitzen o el sistema de senyalització ferroviària han de ser compatibles amb el sistema de portes d'andana i viceversa, i en una xarxa de ferrocarril convencional circulen trens de diversos tipus.

## Tipologia
Les portes d'andana són l'element principal del sistema de tancament d'andanes o façana que separa l'andana de la caixa de via. Aquesta façana de mampares està composta per diversos mòduls de diferent funcionalitat:
- Portes lliscants automàtiques: les portes d'andana pròpiament.
- Portes batents de sortida d'emergència: portes d'obertura manual que permeten la sortida des de la via de persones en cas d'emergència.
- Mòduls fixes: mampares de protecció fixes que s'intercalen entre portes automàtiques.
- Portes no automàtiques de servei: portes destinades a personal de servei o manteniment que, per exemple, permeten l'accés a la via o l'accés a la cabina del tren.

La façana de mampares conforma, doncs, un tancament de l'andana on la seva estructura física en diferencia la seva tipologia:
- Tancament de mitjanana alçada.
- Tancament en portals.
- Tancament complet d'andana.

D'aquesta manera, en algunes línies les portes d'andana són d'alçada completa, des del terra fins al sostre de l'estació, mentre que en altres línies arriben a mitja alçada.

### Portes de mitjanana alçada
Les portes de mitjanana alçada (habitualment anomenades Automatic platform gates, Platform safety gates o Half-height platform screen doors) són portes lliscants d'una alçada aproximada d'un metre a metre i mig ubicades en el llindar de les andanes per prevenir als passatgers de la caiguda a les vies ferroviàries.
Les portes a mitjana alçada són més barates d'instal·lar que no pas les portes d'alçada completa, ja que aquestes últimes requereixen un marc metàl·lic estructuralment més pesat. Alguns operadors poden preferir aquesta opció per a millorar la seguretat en les andanes a un cost més baix, tot i no que no permeten la climatització de les andanes. Malgrat tot, aquest sistema de portes de mitjanana alçada és menys efectiu que els d'alçada completa a l'hora de prevenir la intrusió intencionada a la via.
Aquestes portes s'implantaren en primer lloc en el metro de Hong Kong, en la Disneyland Resort Line (MTR) per a les seves estacions a nivell. Posteriorment, el disseny d'altres fabricants, com Kaba Gilgen AG, augmentaren l'alçada de les seves portes a les instal·lades en la línia Disneyland Resort.

### Portes d'alçada completa
Les portes d'alçada completa (habitualment anomenades Full-height platform screen doors) són portes lliscants d'alçada completa que, a diferència de les portes de mitjanana alçada, presenten el mecanisme d'accionament en el marc superior de la porta. Aquesta tipologia de portes, respecte a les portes de mitjanana alçada, són més eficaces i impedeixen en major mesura l'intrusisme a les vies.
Aquesta tipologia de portes es poden trobar tant en façanes en portals (on les portes habitualment són anomenades Platform edge doors o Semi-closed platform screen doors), com en façanes de tancament complet de l'andana (llavors les portes acostumen a anomenar-se Full-height platform screen doors o Full-closed platform screen doors).
La primera de les tipologies no permet, igual que en les portes a mitjana alçada, la climatització de les andanes, i dificulten el disseny del sistema de ventilació. En canvi, les full-height platform screen doors permeten la climatització de les andanes i milloren el sistema de ventilació del túnel (per exemple, incideixen en l'extracció d'aire en cas d'emergència per incendi en túnel).

## Exemples
- Metro de Pequín, Xina - Línia 5
- Metro de París, França - Línia 1 i Línia 13
- Hong Kong - Disneyland Resort Line, Island Line, Kwun Tong Line, Tsuen Wan Line
- Metro de Fukuoka, Japó
- Metro d'Osaka, Japó - Imazatosuji Line i Nagahori Tsurumi-ryokuchi Line
- Monorail de Tòquio, Metro de Tòquio; Japó
- Sentosa Express i Mass Raspid Transit - Singapur
- Metro de Taipei', Taiwan - Nangang Line i Tamsui Line
- Aeroport de Londres-Gatwick - North-South Terminal shuttle.
- Metro de Barcelona: línies 9, 10 i 11

## Ús

### Estats Units i Canadà
A la ciutat de Nova York, l'Autoritat Portuària de Nova York i Nova Jersey utilitza les plataformes per a totes les estacions de l'AirTrain JFK. Hi ha també diverses estacions planejades per al metro de Nova York que tindran aquest tipus de plataformes. Entre aquests projectes hi ha l'extensió de la línia 7, i la línia de la Segona Avinguda.
Els sistemes automàtics per moure persones de diversos dels aeroports nord-americans i canadencs també usen aquest tipus de plataformes, així com el monorail de Las Vegas.

### Espanya

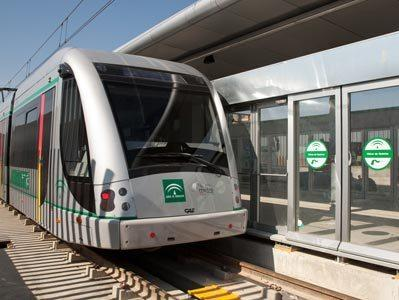
Portes d'andana a Olivar de Quintos del metro de Sevilla.

L'estació de Provença dels Ferrocarrils de la Generalitat de Catalunya va incorporar en una de les andanes una semi-tancament d'andana per combatre la massificació en hora punta.
Les línies 9 i 10 del metro de Barcelona han estat les primeres de l'Estat en la implantació de portes d'andana (Full-height platform screen doors) en una línia de metro automàtica. Més endavant s'implantaran portes d'andana (Platform edge doors) en la línia 11 del metro de Barcelona.
Els metros de Sevilla, Màlaga i Granada han estat dissenyats des d'un primer moment amb portes d'andana. El metro de Madrid ha fet proves per a la seva futura implantació.

## Accidents
El 15 de juliol de 2007 al metro de Xangai una de les portes d'andana va provocar un accident quan un home va intentar forçar-la per entrar en un tren ple de passatgers a l'estació Xangai Indoor Stadium, però no va poder-hi entrar. Quan les portes van tancar, es va quedar atrapat entre la mampara i el tren, que va partir cap a la següent estació. L'home va morir.